# Kinya Oyanagi
Kinya Oyanagi (大柳錦也 Oyanagi Kinya?) (27 de abril de 1976) es un luchador profesional retirado japonés, conocido por su trabajo en Toryumon y Michinoku Pro Wrestling.

## Carrera

### Toryumon (1997-2003)
Oyanagi debutó en Toryumon México el 2 de septiembre de 1997 como Nitohei Oyanagi, usando el gimmick de un soldado filipino loco que realizaba continuos saludos, incluso mientras luchaba. Mostrándose como un luchador cómico aunque hábil, Oyanagi fue derrotado por Takamichi Iwasa. Poco después, usando su nombre real, Kinya fue trasladado a Toryumon 2000 Project, donde entró en un cómico feudo con TARU, intercambiando victorias con él. Oyanagi apareció más tarde en el evento de Asistencia Asesoría y Administración Verano de Escándalo haciendo equipo con sus colegas Milano Collection A.T. y Yasushi Tsujimoto, pero siendo derrotados por Los Barrio Boys (Alan, Billy Boy & Decnis).
Más tarde, Oyanagi cambió su gimmick al de un estudiante universitario que realizaba sumisiones a sus oponentes mientras estudiaba libros de texto, y comenzó a aparecer en Toryumon Japan, derrotando a luchadores como Pescatore Yagi y Stalker Ichikawa. 
A inicios de 2003, Oyanagi sufrió una lesión y entró en inactividad. Kinya no volvió a Toryumon, retirándose de la lucha libre por tiempo indefinido para estar más con su familia, trabajando como agente inmobiliario. No sería hasta 2006 que volvería al cuadrilátero.

### Dragondoor (2005-2006)
En 2006, Oyanagi fue contratado por Dragondoor, empresa creada por luchadores descontentos con Dragon Gate, el nuevo nombre de Toryumon Japan después de su ruptura del sistema de Último Dragón. En la promoción, Oyanagi se reencontró con multitud de sus compañeros de Toryumon 2000 Project, aunque no llegó a competir en el ring; en su lugar, Oyanagi se ocupó de tareas de backstage y promos, bajo el gimmick de un hombre de negocios.
Poco después del escándalo de fraude en Livedoor, empresa que patrocinaba a Dragondoor, Kinya comenzó a aparecer vistiendo un traje rotoso y deshilachado, simbolizando la inminenente quiebra de la promoción. Efectivamente, Dragondoor cerró en febrero de 2006, siendo reabierta como Pro Wrestling El Dorado.

### Pro Wrestling El Dorado (2006-2008)
Kinya entró en la nueva empresa Pro Wrestling El Dorado, siguiente encarnación de Dragondoor. En ella, Oyanagi se mostró como un luchador face, sin interés en unirse a ninguna de las grandes facciones de la compañía, y comenzó a mostrar varios gimmicks de comedia. El primero de ellos fue el de un entrenador personal basado en Billy Blanks llamado Billy Oyanagi, pero al poco tiempo volvió a su nombre real y lo cambió al de un otaku que luchaba utilizando armas y brazos de mecha y figuras de coleccionista de El Puño de la Estrella del Norte, entre otros adminículos, basado fuertemente en los personajes del dorama Densha Otoko. A mediados de 2008 se alió con KAGETORA, quien acababa de ser expulsado del grupo STONED, antaño dirigido por él, y se enfrentó junto con varios luchadores al nuevo grupo heel Hell Demons.
Después de perder un combate contra TARU y de que éste le recomendase dejar ya la comedia, Oyanagi adoptó una personalidad mucho más seria y austera y, deshaciéndose de sus antiguos personajes humorísticos, cambió su gimmick al de un luchador de strong-style, un maestro de las sumisiones capaz de contrarrestar cualquier llave y movimiento gracias a su flexibilidad y habilidad.
 A finales de año, El Dorado cerró y sus miembros fueron liberados de sus contratos.

### Secret Base (2009-presente)
Tras el cierre de El Dorado, Oyanagi entró en la siguiente encarnación de la empresa, Secret Base.

### Michinoku Pro Wrestling (2009-2016)
El 14 de marzo de 2009, Oyanagi hizo su debut en Michinoku Pro Wrestling, haciendo equipo con Kesen Numajiro para derrotar a Kowloon (Kei Sato & Shu Sato). A su siguiente lucha, Oyanagi y Numajiro volvieron a derrotar a Kei y Shu Sato para ganar el MPW Tohoku Tag Team Championship, el cual retuvieron durante meses, hasta que lo perdieron en septiembre ante otros dos miembros de Kowloon, Maguro Ooma & Takeshi Minamino. Tras ello, Numajiro y Oyanagi pasaron a formar parte del grupo face Sekigun, dirigido por The Great Sasuke para oponerse a Kowloon.
En noviembre de 2011, Kinya celebró su aniversario en la lucha libre, teniendo lugar una lucha contra Sasuke para conmemorarlo en la que Oyanagi salió victorioso.
El 3 de noviembre de 2016, Oyanagi celebró su lucha de retiro, siendo derrotado por Jinsei Shinzaki.

## En lucha
- Movimientos finales
  - Saikyou Manji-Gatame[6] (Grounded modified octopus hold) - 2007-presente
  - Saikyou Henkei Yumiya-Gatame[7] (Crucifix bow and arrow hold) - 2007-presente
  - Nitohei-Gatame[8] / Shuusen-Gatame[8] (Modified figure four leglock) - 2000-2007
  - 3 Cheers Splash[1][2] (Tres diving splashes, cada uno desde una cuerda del ring en orden ascendente) - 2000-2007

- Movimientos de firma
  - Manseibashi[9] (Modified abdominal stretch derivado en grounded cradle pin)
  - Superstar Omachi Elbow[10] (Handspring elbow drop con burlas) - 2009; parodiado de Taiji Ishimori
  - Abdominal stretch[1]
  - Backslide pin[11]
  - Bow and arrow strecht
  - Cradle sitout belly to back piledriver[1] - 2007-presente
  - Crossface chickenwing
  - Diving arm drag
  - Diving double foot stomp[12]
  - European clutch[6]
  - European uppercut
  - Fujiwara armbar
  - Grounded octopus hold
  - Hurricanrana[1]
  - Modified STF[13]
  - Múltiples small packages[9]
  - Múltiples stiff roundhouse kicks al torso del oponente
  - Shoot kick
  - Springboard enzuigiri
  - Straight jacket choke
  - Stunner[1]
  - Triangle choke
  - Underhook headlock takedown derivado en fireman's carry cradle pin[2]
  - Wheelbarrow bodyscissors victory roll con burlas

- Apodos
  - "The Submission Master"[2]
  - "Ibushigin" Kinya Oyanagi[14]

## Campeonatos y logros
- Michinoku Pro Wrestling
  - MPW Tohoku Tag Team Championship (1 vez) - con Kesen Numajiro

- Secret Base
  - Secret Base Six Man Tag Team Tournament (2011) - con Jun Ogawauchi & Ken45º